# Lewis Moody
Lewis Walton Moody (Ascot, 12 giugno 1978) è un ex rugbista a 15 britannico, vincitore con la Nazionale inglese della Coppa del Mondo 2003 e finalista di quella del 2007. Come flanker ha militato dal 2010 fino al suo ritiro nei Bath, in English Premiership, dopo 14 anni al Leicester..

## Biografia
Moody iniziò a giocare a mini-rugby all'età di 5 anni, poi, durante il periodo scolastico, passò al gioco a XV con il ruolo di centro. Entrò poi alle giovanili del Leicester, evolvendo di ruolo e passando a flanker. L'esordio nell'Inghilterra maggiore avvenne il 2 giugno 2001 in un test match contro il Canada, grazie alla contemporanea assenza di Neil Back e Richard Hill, impegnati nel tour australiano dei British Lions. La sua prima meta fu segnata a San Francisco contro la Nazionale degli Stati Uniti.
Il primo impegno di rilievo contro una Nazionale di pari rango si presentò a ottobre del 2001, quando, in occasione della sua quarta presenza ufficiale, Moody fu schierato a Dublino contro l'Irlanda.
Nell'autunno del 2002 Moody fu preferito a Lawrence Dallaglio nel XV di partenza contro gli All Blacks, e il giocatore ripagò la fiducia segnando una meta e dando un grosso contributo alla vittoria finale, ma un infortunio nella partita successiva contro il Sudafrica lo costrinse a saltare il resto dei test match; inoltre, una ricaduta gli fece saltare anche il Sei Nazioni 2003 e parte dei test estivi in preparazione della Coppa del Mondo. Ciononostante il C.T. Clive Woodward lo inserì nella rosa per la Coppa, e Moody disputò tutti i sette match della competizione, inclusa la finale nella quale subentrò come sostituto di Hill.
Gli stessi problemi fisici si ripresentarono 4 anni più tardi, nell'anno della Coppa del Mondo in Francia: Moody saltò per infortunio il Sei Nazioni e parte della campagna estiva, ma il nuovo C.T. Brian Ashton lo convocò per il torneo mondiale, nel quale esordì nell'ultima partita della prima fase a gironi contro Tonga: a detta degli osservatori, il contributo di Moody fu positivo per il nerbo e la combattività che riuscì a dare al reparto difensivo Nel successivo quarto di finale contro l'Australia gli fu riconosciuto il merito di avere oscurato il suo avversario diretto, il Wallabie George Smith. Successivamente, fu presente anche alla semifinale - vinta - contro la Francia e alla finale persa 6-15 contro il Sudafrica.
Il 5 marzo 2010 fu resa pubblica la notizia che Lewis Moody aveva firmato un contratto triennale con il Bath a partire dalla stagione 2010-11. Il 6 marzo 2012, dal proprio sito ufficiale, il giocatore ha annunciato il ritiro dal mondo del rugby.

## Palmarès
- Coppe del mondo: 1
Inghilterra: 2003.
- Premiership: 7
Leicester: 1998-99; 1999-2000; 2000-01; 2001-02; 2006-07; 2008-09; 2009-10
- Coppe Anglo-Gallesi: 2
Leicester: 1996-97; 2006-07
- Heineken Cup: 2
Leicester: 2000-01; 2001-02